# Arquitectura mexicana contemporánea

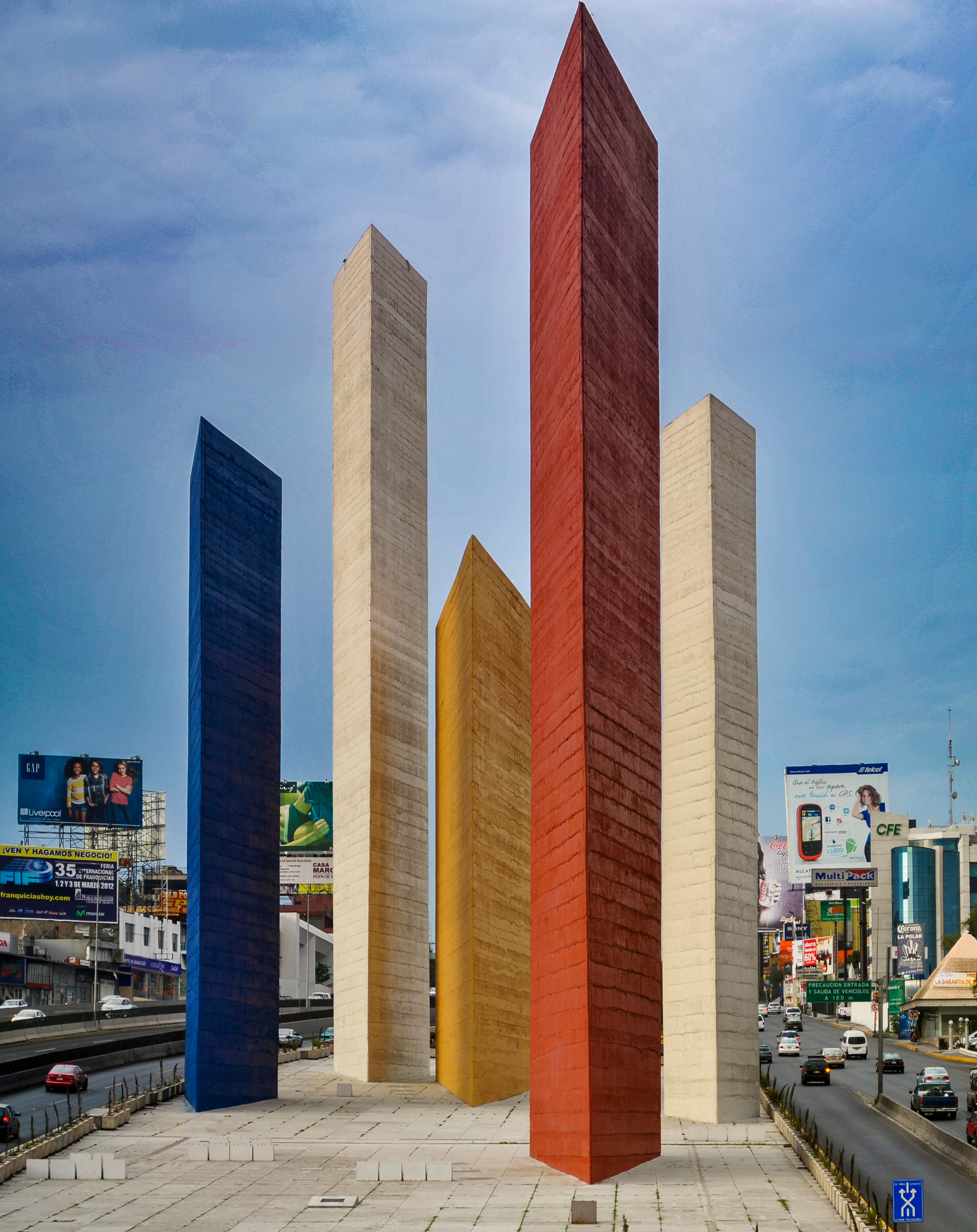
Torres de Satélite obra del arquitecto Luis Barragan, vistas desde el Anillo Periférico.

La arquitectura mexicana contemporánea, de la segunda mitad del siglo XX, se distingue por su espíritu modernista que se expresa mediante la linealidad de los volúmenes, un funcionalismo extremo, los murales de grandes proporciones y los grandes ventanales. En un plano teórico la arquitectura mexicana del siglo XX escoge planteos racionales y contrarios a la academia.
Entre los arquitectos se destacan por sus obras Luis Barragán, Mario Pani, Abraham Zabludovsky, y Juan O'Gorman. 

## Luis Barragán
En sus obras Barragan apela al misticismo para exaltar el arte e integrarlo con la naturaleza. Sus obras son de grandes dimensiones, con gruesos muros, recurriendo al uso de texturas y colores de tonos intensos. Suele incorporar jardines y espacios acuáticos. Entre sus obras se cuentan las Torres de Satélite conjunto escultura urbana compuesto por cinco torres (1957) Ciudad de México, los Jardines del Bosque urbanización (1955) en Guadalajara, Jardines del Pedregal urbanización (circa 1950) en Ciudad de México.

## Mario Pani

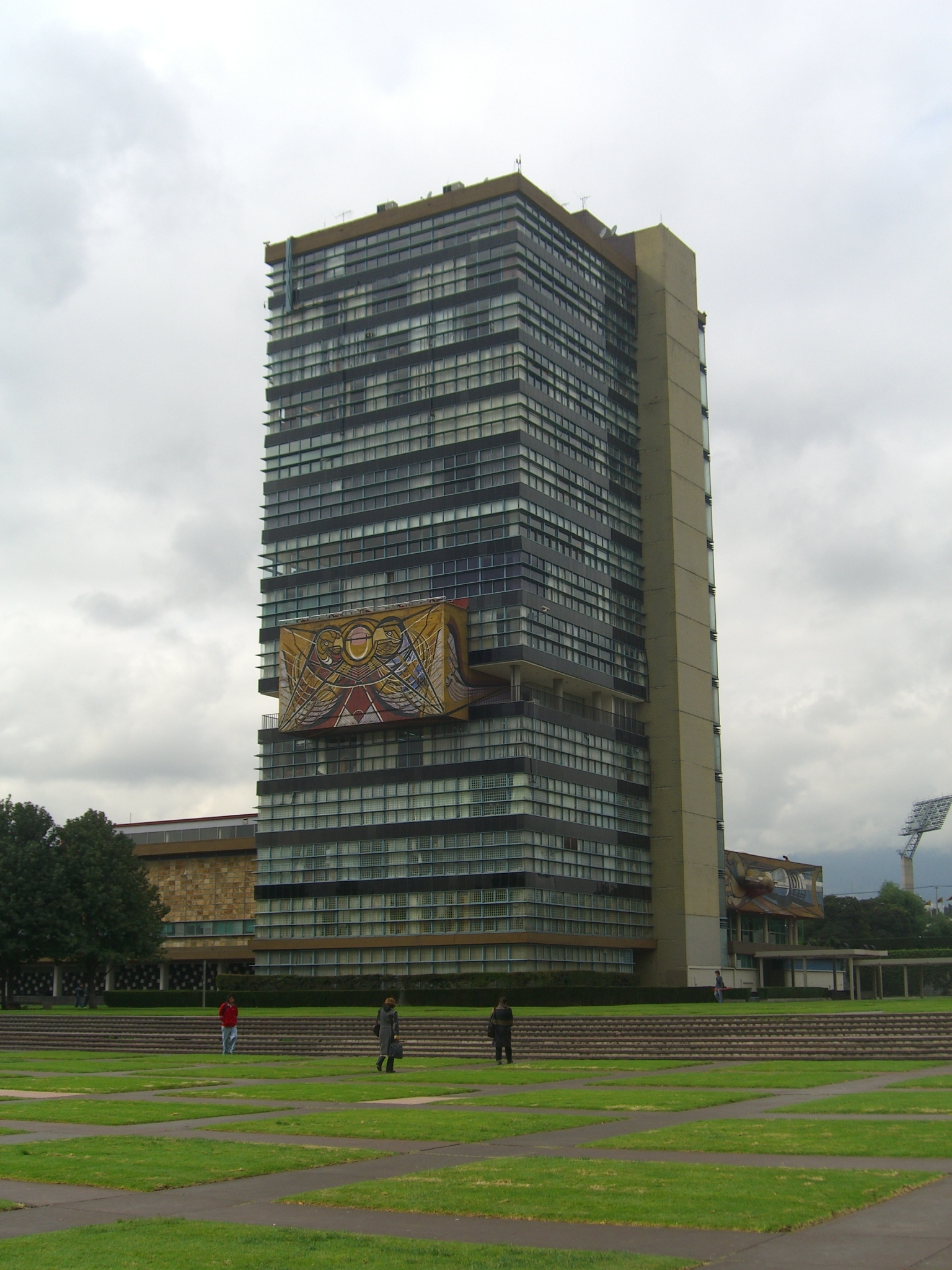
Torre de Rectoría de la Ciudad Universitaria de la UNAM obra del arquitecto Mario Pani, Ciudad de México

Mario Pani dio forma a una buena parte de la fisonomía urbana de la Ciudad de México, con edificios emblemáticos y característicos de dicha urbe como la Ciudad Universitaria de la UNAM, el Conjunto Urbano Nonoalco Tlatelolco, la Escuela Normal Superior, el Conservatorio Nacional de Música y diversos multifamiliares.

## Abraham Zabludovsky

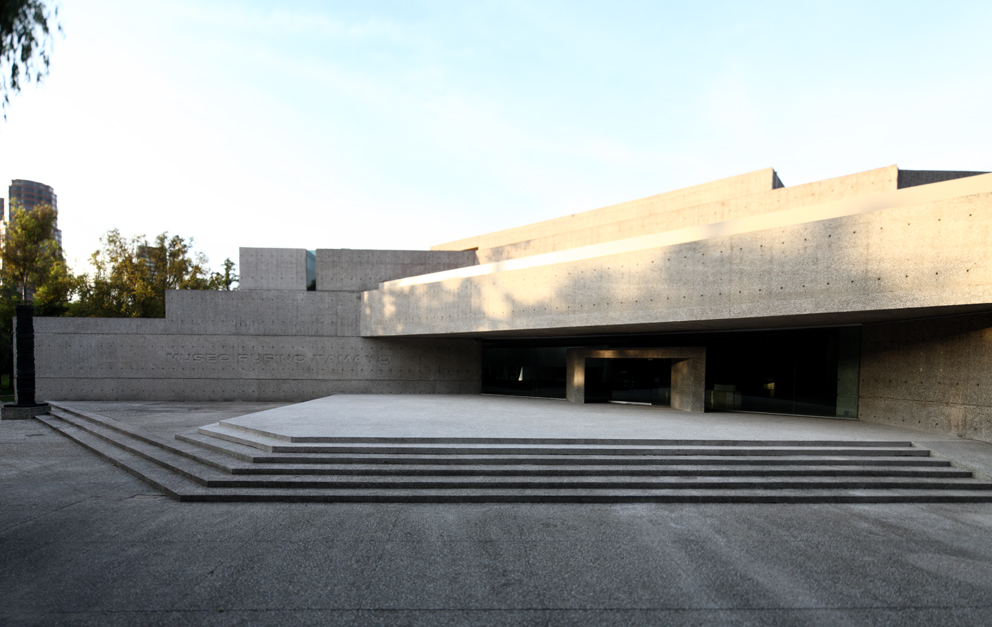
Museo Tamayo Arte Contemporáneo obra del arquitecto Abraham Zabludovsky, en Ciudad de México.

En sus obras recurre a un redescubrir los patios y pórticos tradicionales mexicanos, para integrar las estructuras con el paisaje adyacente.
En el edificio del Museo Tamayo de su autoría se integra al terreno que lo rodea mediante la estructura de varios niveles, que se concentra sobre sí mismo en volúmenes ciegos de concreto escalonado hacia el centro. Zabludovsky incorporó taludes con vegetación, los cuales son parte fundamental de la composición del edificio y establecen su relación con el Bosque de Chapultepec. En la construcción del edificio se empleó, concreto armado con piedras de mármol blanco, así como cristal y madera para los pisos. Los espacios interiores son iluminados con luz natural y artificial, creando diversas atmósferas que intensifican la relación del visitante con las obras de arte.

## Juan O'Gorman

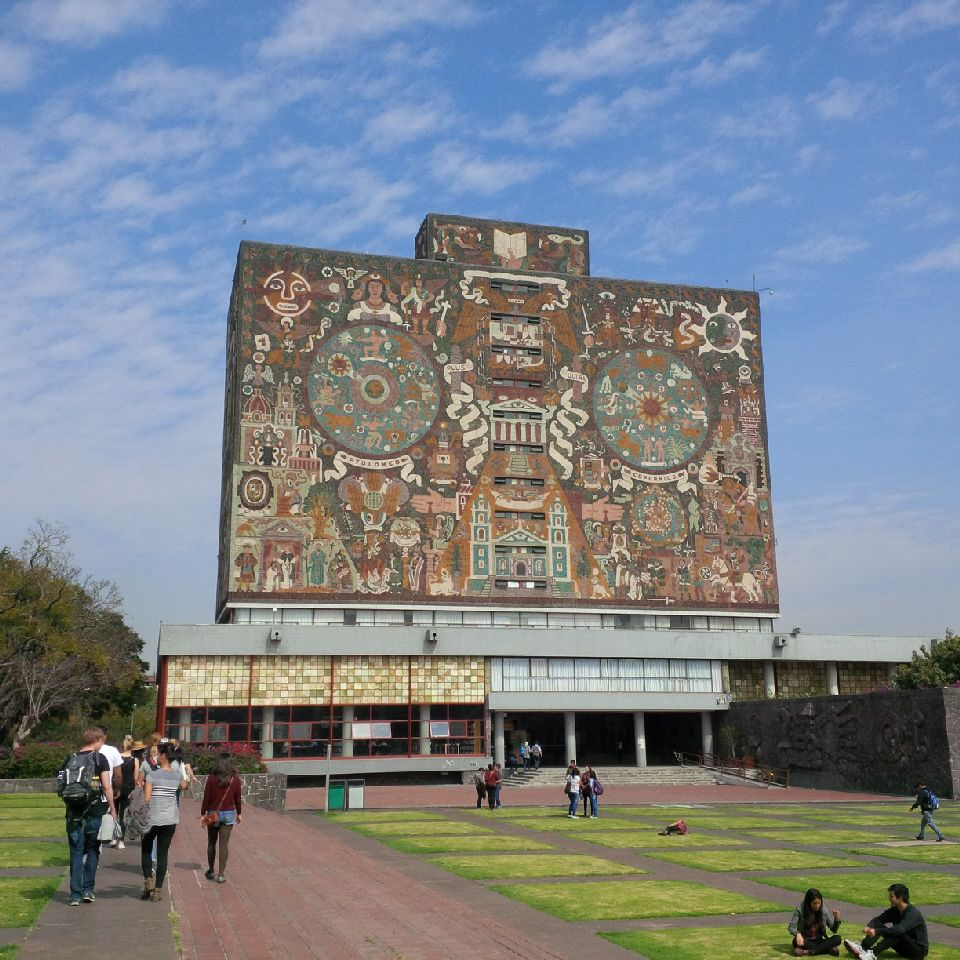
Frente del edificio de la Biblioteca Central de la UNAM, obra del arquitecto Juan O’Gorman.

O’Gorman desarrolla un concepto de arquitectura funcional, entroncada con el socialismo progresivo. La obra más célebre de Juan O'Gorman debido a su creatividad, técnica de construcción y dimensiones, son los murales de cuatro mil metros cuadrados que cubren las cuatro caras del edificio de la Biblioteca Central en Ciudad Universitaria en la UNAM. Estos murales son mosaicos hechos de millones de piedras de colores que reunió en todo México para poder obtener los diferentes colores que necesitaba. El lado norte muestra el pasado prehispánico de México y la fachada sur su colonial, mientras que la pared este representa el mundo contemporáneo, y el oeste muestra la universidad y el México contemporáneo.